# Frederick Van Nuys
Frederick Van Nuys (Falmouth, 1874. április 16. – Vienna, 1944. január 25.) az Amerikai Egyesült Államok szenátora (Indiana, 1933–1944).